# Jacques Arago

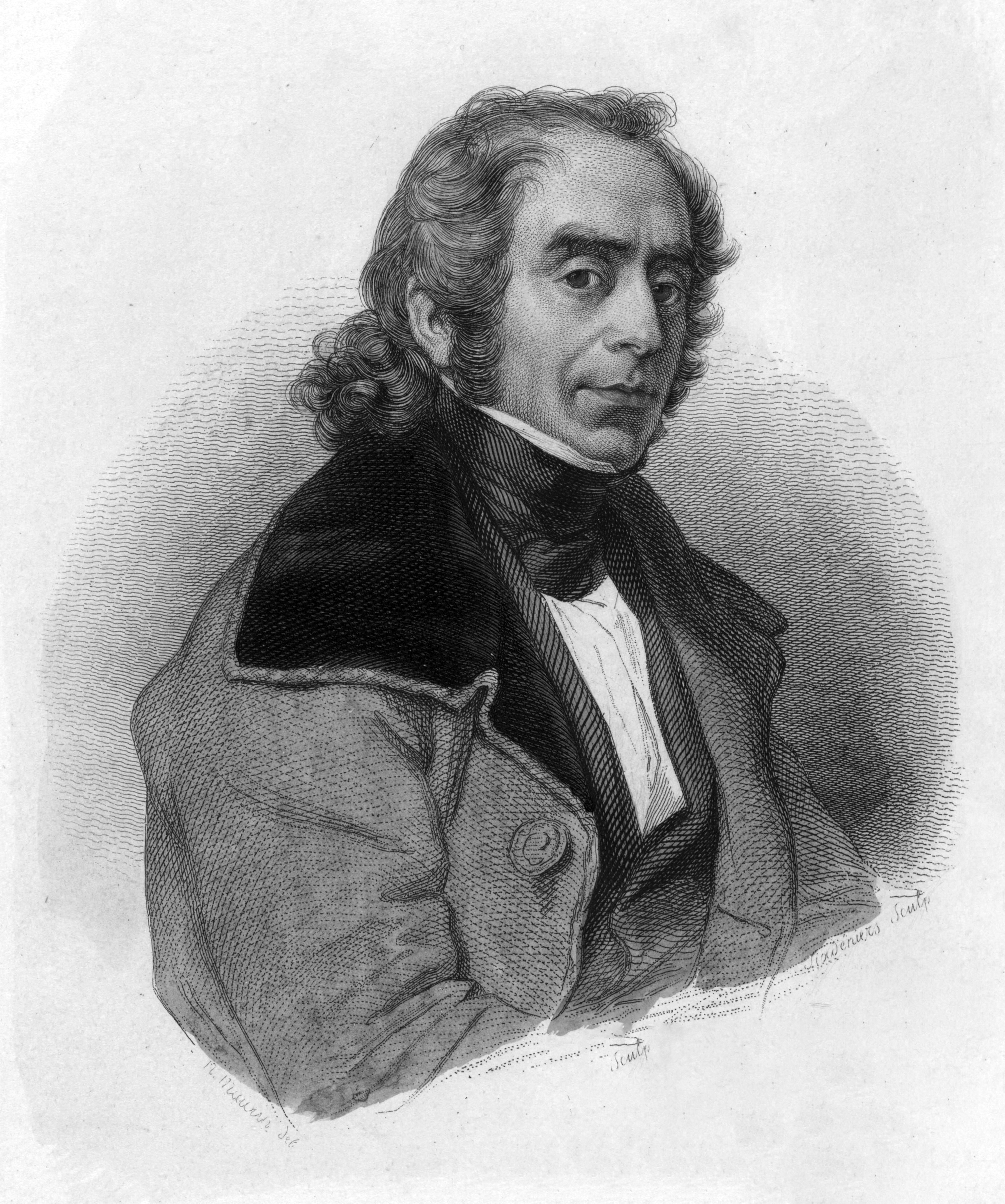
Jacques Arago.

Jacques Étienne Victor Arago, född den 6 mars 1790 i Estagel, död den 27 november 1855 i Brasilien, var en fransk skriftställare, bror till François och Étienne Arago.
Arago deltog i Freycinets världsomsegling åren 1817–1820, sysselsatte sig därefter med litterära arbeten och var 1835–1837 styresman för teatern i Rouen. Sistnämnda år blev han blind, vilket dock inte hindrade honom från att skriva och företa längre resor. 
Bland hans arbeten kan nämnas Promenade autour du monde (1822), Souvenirs d'un aveugle (1838, 3:e upplagan 1843; "Minnen af en blind, eller romantiserad resa kring jorden", 4 band, 1844) och Une vie agitée (1853). Arago skrev även vådeviller med mera.